# Christmasworld
Die Christmasworld ist eine internationale Fachmesse für saisonale Dekoration und Festschmuck, die jährlich im Februar auf dem Gelände der Messe Frankfurt in Frankfurt am Main stattfindet. Sie gilt als weltweit führende Leitmesse ihrer Branche und richtet sich ausschließlich an Fachbesucher.

## Geschichte
Die Veranstaltung entstand 1996 als eigenständige Messe aus der früheren Frühjahrsausgabe der Messe Frankfurt. Sie wird seitdem jährlich im Januar/Februar ausgerichtet – zuletzt vom 7. bis 11. Februar 2025. Christmasworld findet seit 2022 zeitgleich mit der Messe Ambiente und der Creativeworld statt. Gemeinsam gehören die Messen zu den weltweit bedeutendsten Veranstaltungen für Konsumgüter.

## Angebot
Das Angebot umfasst Baumschmuck, Advents- und Weihnachtsartikel, Krippen, Floristikbedarf, Kerzen, Licht- und Duftprodukte, Geschenkverpackungen, Party- und Saisonartikel wie Ostern oder Halloween.
Im Jahr 2025 nahmen 665 Aussteller aus 114 Ländern teil. Es besuchten etwa 34.583 Fachbesucher die Messe.

## Internationale Bedeutung und Rezeption
Die Christmasworld  wird als „weltweit größte Trend- und Orderplattform der internationalen Deko- und Festschmuck-Branche“ beschrieben. Sie ist in das globale Conzoom‑Circle‑Netzwerk eingebunden, das über 30 Konsumgütermessen weltweit umfasst.

## Rahmenprogramm und Trends
- Christmasworld Take Off: Fokus auf Visuelles Merchandising & Licht mit Guided Tours und Keynotes für Institutionen wie Einkaufszentren und Flughäfen.
- Conzoom Solutions Academy: Fachprogramm mit Webinaren und Vorträgen rund ums ganze Jahr.
- Decoration Unlimited: Live-Installationen und Konzeptdeko in Zusammenarbeit mit Branchendesignern.
- Ethical Style Spots: Nachhaltige und ethisch produzierte Produkte.